# Imaging per Windows
Imaging per Windows è un software document imaging integrato nelle precedenti versioni Windows 95/98/Me/NT/2000. Esso permette di visualizzare immagini, di modificarle e contiene funzioni per la scansione. A partire da Windows XP è stato sostituito da Visualizzatore immagini e Fax e Paint, che si basano su GDI +. Purtroppo, le funzioni di modifica immagine multipagina sono sparite con il software di Imaging.
Imaging per Windows è stato sviluppato da Wang (per Windows 95/NT 4.0), successivamente è stato assorbito da Kodak, (come  Eastman Software, per Windows 98/2000), per poi diventare eiStream Inc. Attualmente è posseduto da Global 360 e nel novembre del 2008 è stata rilasciata la versione 4.0
.
Imaging per Windows supporta la creazione, l'annotazione, la visualizzazione e la stampa di TIFF, BMP e Microsoft Fax AWD documenti immagine. Gli utenti possono inoltre visualizzare e stampare immagini JPEG e PCX / DCX.
Imaging per Windows fornisce anche la possibilità di sviluppare software usando strumenti ActiveX. Ogni copia include i controlli OCX di Imaging di Kodak/Wang (ActiveX) - ImgEdit, ImgAdmin, ImgThumb, ImgScan e vengono forniti i controlli ImgOCR.